# Jeong Eun-kyeong
Jeong Eun-Kyeong (Kwangju, 1965) é uma especialista sul-coreana em doenças infecciosas e saúde pública, que atua, atualmente, como diretora da Agência de Controle e Prevenção de Doenças da Coreia, desde setembro de 2020. for their failure to stop the worst MERS outbreak outside of the Middle East. Em 2020, apareceu na lista de 100 pessoas mais influentes do ano pela Time e na lista das 100 Mulheres da BBC.